# Суматранская лофура

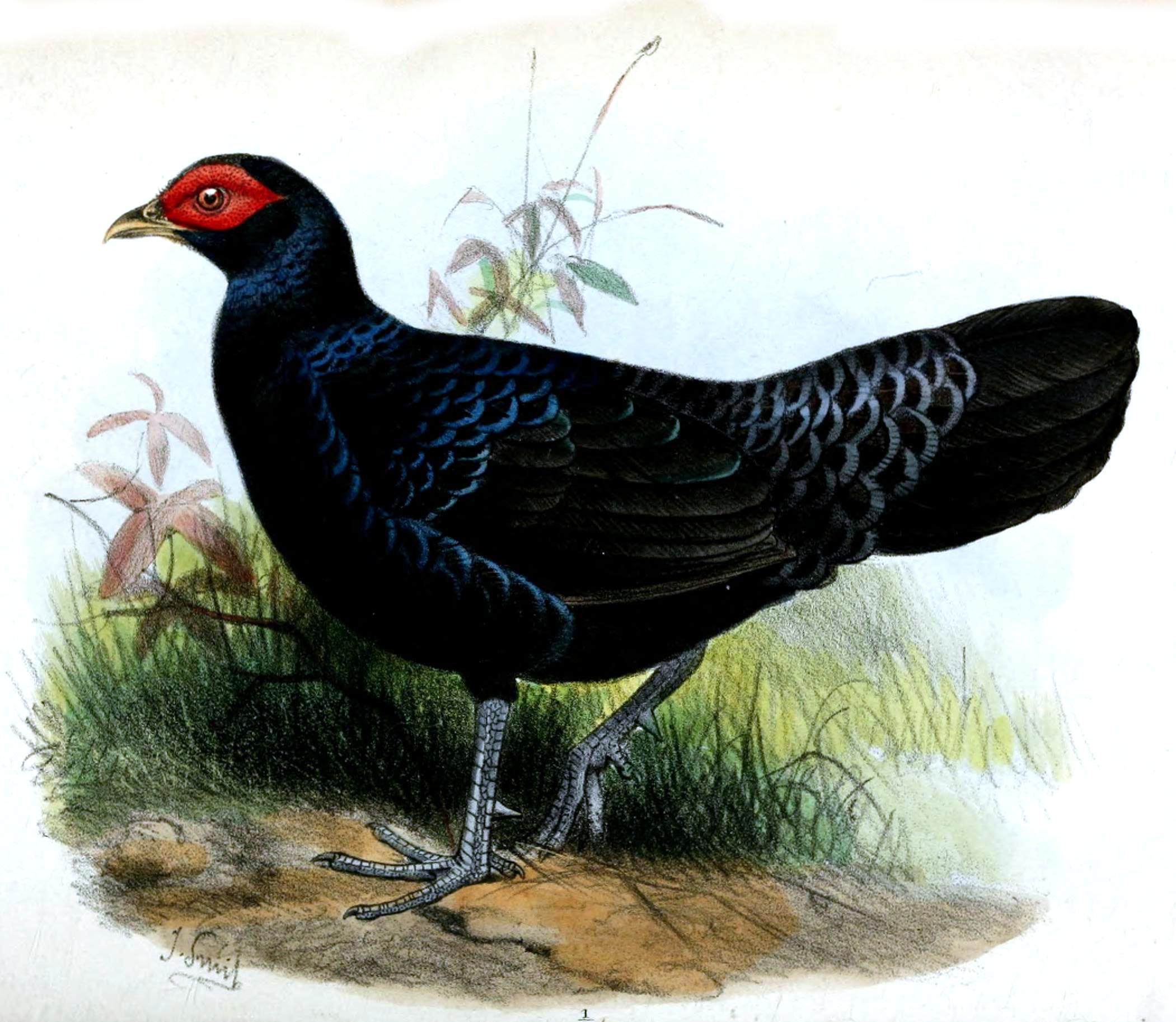
Рисунок Йосефа Смита, сделанный в 1878 году.

Суматранская лофура (лат. Lophura inornata) — вид птиц из рода лофур (Lophura) семейства фазановых (Phasianidae). Выделяют два подвида. Видовое название inornata означает «без орнамента». Согласно классификации Международного союза охраны природы входит в категорию «виды, близкие к уязвимому положению» в связи с постепенным уничтожением человеком её мест обитания и охотой: по оценке 2014 года численность вида составляет 2500—10 000 особей. Впервые описана итальянским орнитологом Томмазо Сальвадори в 1879 году.

## Распространение
Суматранская лофура является эндемиком острова Суматра (Индонезия). Встречается в дождевых лесах на высотах от 600 до 2000 метров над уровнем моря.

## Описание
Половой диморфизм развит сильно, самец суматранской лофуры очень похож на самку вилохвостой лофуры. Длина взрослого самца суматранской лофуры составляет 46—55 сантиметров, окраска чёрная, с бирюзовым отливом на перьях тела и шеи. Хвост короткий закруглённый. Клюв беловато-зелёный, радужка глаз оранжево-красная. Вокруг глаз имеется тонкое кольцо голой кожи желтовато-зелёного или серовато-зелёного цвета, а остальная голая кожа головы имеет ярко-красную окрасу. Ноги серовато-синие с сильно выделяющимися шпорами. Самка имеет меньшие размеры, шпоры отсутствуют. Окраска красновато-коричневая, каждое перо имеет чёрные крапинки, что придаёт птице довольно пёстрый вид. Горло бледно-коричневое, хвост черновато-коричневый. Клюв, глаза, красная кожа головы такие же как и у самца. Все молодые птицы внешне похожи на самок.

## Поведение и размножение
Птицы живут парами или небольшими группами, очень пугливы, причём самки заметно пугливее самцов. Основной рацион суматранских лофур в дикой природе составляют орехи, в неволе же они практически всеядны в рамках вегетарианства.

О размножении суматранских лофур известно мало: тип брачного союза, по-видимому, моногамный, гнёзд в дикой природе не обнаружено, в неволе самка откладывает два яйца шоколадно-коричневого цвета, которые насиживает 22 дня.